# LUX 049
LUX 049 fue un evento de artes marciales mixtas producido por LUX Fight League, que se llevó a cabo el 31 de enero de 2025 en el Frontón México de Ciudad de México, México.

## Antecedentes
El evento estelar conto con una pelea por el vacante Campeonato de Peso Wélter de LUX entre Raúl Zaragoza y Carlos Arana.
La pelea coestelar contó con un combate de peso pluma entre Damián Fernández y Pedro Rubio.

## Resultados
1. ↑  Por el Campeonato de Peso Wélter de LUX